# Malacosoma
Malacosoma — род бабочек из семейства коконопрядов.

## Описание
Бабочки этого рода в основном имеют окрас от коричневого до коричнево-желтого, размер — от маленького до среднего. Крылья довольно короткие и широкие. Усики самцов пушистые, у самок — в меньшей степени. Ноги бабочек длинные, опушенные. Гусеницы относительно короткие и имеют гибкие волоски. Яйца откладываются в форме кольца и зимуют. Куколки довольно короткие и тупые на заднем конце, развиваются в коконах.

## Виды
- Malacosoma alpicolum (Staudinger, 1870)
- Malacosoma americanum (Fabricius, 1793)
- Malacosoma californicum (Packard, 1864)
- Коконопряд молочайный[2] (Malacosoma castrense) (Linnaeus, 1758)
- Malacosoma constricta (=constrictum) (H. Edwards, 1874)
- Malacosoma disstria (Hübner, [1820])
- Коконопряд пырейный[3] (Malacosoma franconicum) (Denis & Schiffermüller, 1775)
- Malacosoma incurva (H. Edwards, 1882)
- Malacosoma laurae (Lajonquuière, 1977)
- Malacosoma luteum (Oberthür, 1878)
- Кольчатый коконопряд[4] (Malacosoma neustria) (Linnaeus, 1758)
- Malacosoma parallellum (Staudinger, 1887)
- Malacosoma primum (Staudinger, 1887)
- Malacosoma tigris (Dyar, 1902)